# Championnat de France de rugby à XIII 2010-2011
Navigation
Édition précédente Édition suivante
Le Championnat de France de rugby à XIII 2010-11  ou Élite 1 2010-2011est la 73e édition de la plus importante compétition de rugby à XIII en France. Le calendrier de la compétition s'étend du 2 octobre 2010 au 14 mai 2011.
Organisé sous l'égide de la Fédération française de rugby à XIII, le championnat est composé de dix équipes avec l'intégration de Montpellier XIII. Les équipes se rencontrent lors d'une phase de saison régulière où s'affrontent sur deux rencontres chacune des équipes. Cette phase détermine l'ordre des qualifiés pour la phase finale à élimination directe pour se ponctuer par une finale en match unique le 14 mai 2011. Pour les équipes participantes, le championnat est entrecoupé par la Coupe de France.
par ailleurs, deux clubs français disputent le Championnat d'Angleterre, d'une part les Dragons Catalans en Super League et d'autre part le Toulouse olympique XIII en Championship.
Triple tenant du titre et favori, le F.C. Lézignan remporte la saison régulière puis confirme en phase finale en s'imposant en finale 17-12 au Parc des sports et de l'amitié de Narbonne devant près de 12 000 spectateurs contre le XIII Limouxin. Il s'agit du septième titre de Championnat de l'histoire du club lézignanais après 1961, 1963, 1978, 2008, 2009 et 2010.

## Liste des équipes en compétition
| \| RC Carpentras SO Avignon AS Carcassonne FC Lézignan XIII Limouxin Saint-Estève XIII catalan Montpellier XIII RC Saint-Gaudens Villeneuve RL SM Pia \| Clubs évoluant dans le Championnat de France en 2010-2011. |
| RC Carpentras SO Avignon AS Carcassonne FC Lézignan XIII Limouxin Saint-Estève XIII catalan Montpellier XIII RC Saint-Gaudens Villeneuve RL SM Pia                                                                  |

## Classement de la phase régulière
| Rang | Club                      | J  | V  | N | D  | Pm  | Pe  | Diff | Pts |
| ---- | ------------------------- | -- | -- | - | -- | --- | --- | ---- | --- |
| 1    | F.C. Lézignan (T)         | 20 | 17 | 0 | 3  | 776 | 413 | +363 | 54  |
| 2    | XIII Limouxin             | 20 | 17 | 0 | 3  | 741 | 405 | +336 | 54  |
| 3    | S.M. Pia                  | 20 | 15 | 0 | 5  | 858 | 474 | +384 | 50  |
| 4    | Villeneuve R.L.           | 20 | 11 | 0 | 9  | 536 | 527 | +9   | 42  |
| 5    | A.S. Carcassonne          | 20 | 10 | 1 | 9  | 624 | 448 | +176 | 41  |
| 6    | S.O. Avignon              | 20 | 9  | 1 | 10 | 604 | 655 | -51  | 39  |
| 7    | Saint-Estève XIII catalan | 20 | 7  | 1 | 12 | 587 | 579 | +8   | 34  |
| 8    | R.C. Carpentras           | 20 | 5  | 2 | 13 | 450 | 805 | -355 | 31  |
| 9    | R.C. Saint-Gaudens        | 20 | 4  | 0 | 16 | 395 | 778 | -383 | 28  |
| 10   | Montpellier XIII          | 20 | 2  | 1 | 17 | 362 | 849 | -487 | 25  |

|  | Qualifié pour les phases finales (no 1 à no 5). |
|  | Pts, points; J, matchs joués; V, victoires ; N, match nuls ; D, défaites ; PM, points marqués ; PE, points encaissés ; Diff, différence de points ; T, tenant du titre. |

## Phase finale
|          | Play-off 1 | Play-off 1                      | Play-off 1 |                                                                                                |  | Play-off 2 | Play-off 2      | Play-off 2   |  |  | Petite finale          | Petite finale          |  |  | Finale                 | Finale                 |
|          |            |                                 |            |                                                                                                |  |            |                 |              |  |  |                        |                        |  |  |                        |                        |
|          |            |                                 |            |                                                                                                |  |            | 30 avril 2011   |              |  |  |                        |                        |  |  |                        |                        |
|          |            |                                 |            |                                                                                                |  | 1          | F.C. Lézignan   | 25           |  |  |                        |                        |  |  |                        |                        |
|          |            |                                 |            |                                                                                                |  |            | S.M. Pia        | 24           |  |  |                        |                        |  |  | 14 mai 2011 à Narbonne | 14 mai 2011 à Narbonne |
|          |            |                                 |            |                                                                                                |  |            |                 |              |  |  |                        |                        |  |  | F.C. Lézignan          | 17                     |
|          |            |                                 |            |                                                                                                |  |            |                 |              |  |  | 8 mai 2011 à Perpignan | 8 mai 2011 à Perpignan |  |  | XIII Limouxin          | 12                     |
|          | 2          | XIII Limouxin                   | 8          |                                                                                                |  |            |                 |              |  |  | S.M. Pia               | 12                     |  |  |                        |                        |
|          | 3          | S.M. Pia                        | 22         |                                                                                                |  |            | 1er mai 2011    | 1er mai 2011 |  |  | XIII Limuoxin          | 26                     |  |  |                        |                        |
|          |            |                                 |            |                                                                                                |  |            | XIII Limouxin   | 40           |  |  |                        |                        |  |  |                        |                        |
|          |            |                                 |            |                                                                                                |  |            | Villeneuve R.L. | 24           |  |  |                        |                        |  |  |                        |                        |
|          | 4          | Villeneuve R.L.                 | 37         |                                                                                                |  |            |                 |              |  |  |                        |                        |  |  |                        |                        |
|          | 5          | A.S. Carcassonne                | 30         |                                                                                                |  |            |                 |              |  |  |                        |                        |  |  |                        |                        |
|          |            |                                 |            | \| Légende: \| \| Progression de l'équipe défaite \| \| Progression de l'équipe victorieuse \| |  |            |                 |              |  |  |                        |                        |  |  |                        |                        |
| Légende: |            | Progression de l'équipe défaite |            | Progression de l'équipe victorieuse                                                            |  |            |                 |              |  |  |                        |                        |  |  |                        |                        |

### Finale
(mt : 10 - 6)
Points marqués :
- Lézignan : 3 essais de Piquemal (10e), Bringuier (34e), Cologni (54e) ; 1 transformation de Wynn (54e) ; 1 pénalité de Wynn (3e) ; 1 drop de Wynn (63e).
- Limoux : 2 essais de Towers (24e), B. Almarcha (45e), Cologni ; 2 pénalités de Ramage (8e, 49e)

Évolution du score : 2-0, 2-2, 6-2, 6-6, 10-6 (m.t.), 10-10, 10-12, 16-12, 17-12 
Arbitre : M. Molinier
Spectateurs : 11 874
Composition des équipes :
- Lézignan : Tony Duggan - Nicolas Piquemal, Florian Quintilla, Cédric Bringuier, Fabien Poggi - Jye Mullane, Nathan Wynn - Philip Leuluai, Andrew Bentley, Pierre Nègre, Franck Rovira, Aurélien Cologni, Mathieu Griffi - Julian Bousquet, Charly Clottes, Jordi Lignières, Aurélien Bourrel- Entraîneur : Aurélien Cologni
- Limoux : Luke Towers - Hervé Marrot, Anthony Blackwood, Sam Key, Bastien Almarcha - Philip Ramage, Mickaël Murcia - Daniel Wagon, Daniel Jimenez, Mathieu Almarcha, Gareth Dean, Sylvain Teixido, Maxime Herold -  Guillaume Reffle, Olivier Pramil, Thibault Braconnier, Geraint Rhys Davies - Entraîneur :